# يولة

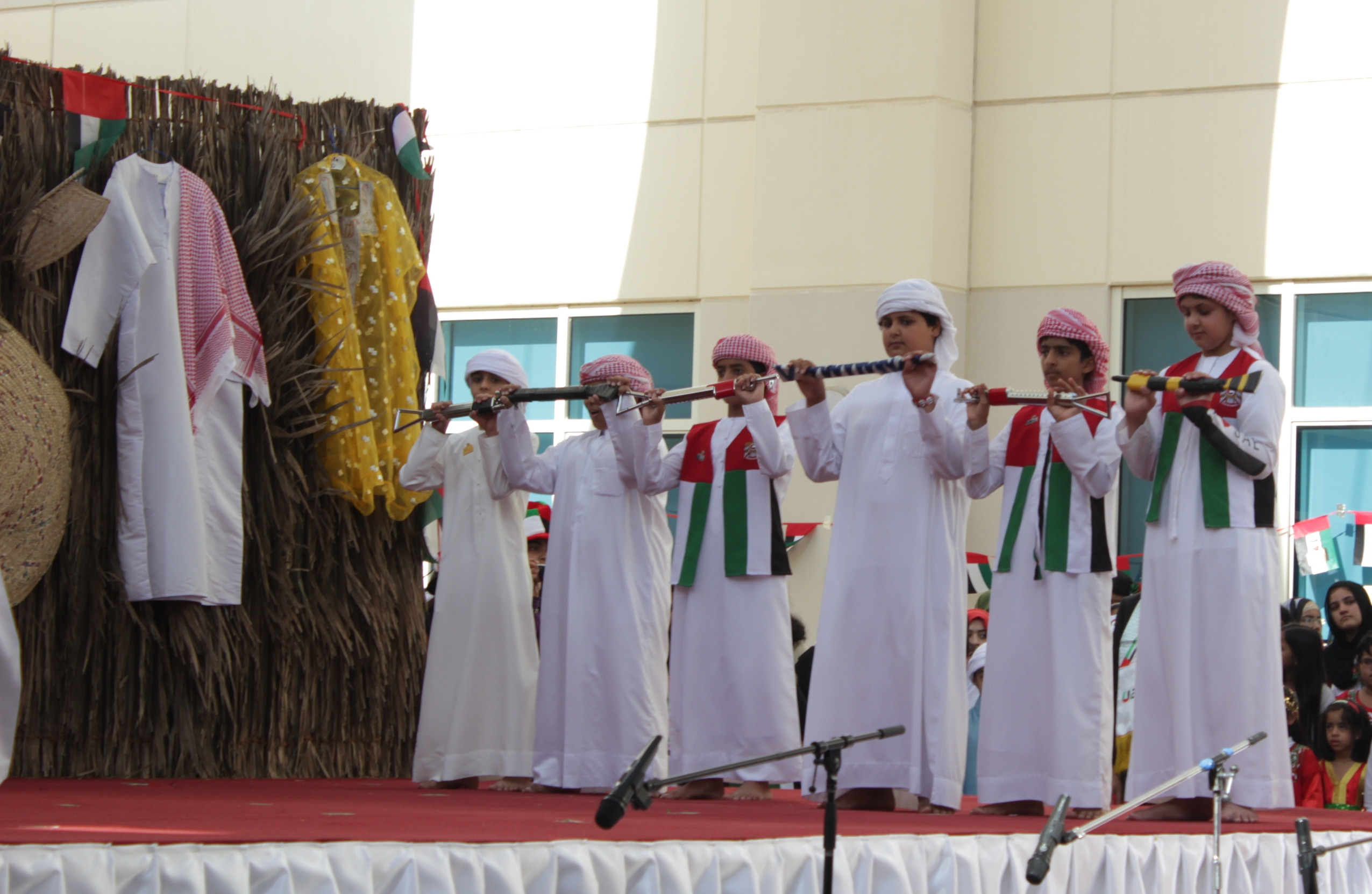
اطفال إماراتيون يرقصُون رقصة اليولة.

رقصة اليولة هي إحدى الفنون الشعبية الإماراتية والعمانية والتي يستخدم فيها الراقصون السلاح أو السيف أو العصا في الرقص ويقومون بتدويره باليد فوق الرأس أو من الأمام. تنتشر الرقصة غالبًا في الأعراس، والمناسبات، أو المهرجانات الشعبية. ويُسمى الشخص الذي يؤدي الرقصة بـ اليويل. تتطلب اليولة لياقة بدنية، ورشاقة لتأديتها. وتتطلب مساحة فارغة لتأديتها، ولذلك غالبًا ما تُؤدى في الأماكن المفتوحة أو في الهواء الطلق.
تم اشتقاقها من رقصة العيالة،والتي تدل على الشجاعة والفروسية 
وقد استهوت هذه الرقصةالصغار والشباب حيث قاموا بتطويرها لتكون الأغاني حماسية وعصرية وذات إيقاع حديث
تقام المسابقات والمنافسات التراثية من باب اهتمام الدولة بالتراث والحفاظ عليه ولعل أشهرها بطولة «فزاع لليولة» التي تقام تحت رعاية الشيخ حمدان بن محمد بن راشد آل مكتوم ولي عهد إمارة دبي، ولحماية تراث الأجداد من رياح التغيير.

## الأداء
كان الرجال في الماضي يستخدمون أسلحة حقيقية أبرزها سلاح «الكند» و«فلسي» و«المشرخ» وغيره، أما اليوم فيستخدم سلاحاً مشابهاً لـ «الكلاشنكوف»، مجوفاً من الداخل وخالياً من الذخيرة، وهو أخف وزناً.
كانت اليولة في الماضي أكثر صعوبة بسبب وزن البندقية مقارنة مع اليوم، وهي فن يدل على قوة الرجل، إذ لا يمتلك الجميع المهارة الكافية لأداء «اليولة» الاستعراضية، كونها تتطلب قدرة على توازن اليد أثناء حركة السلاح ودورانه، كذلك ينبغي على «اليويل» الانسجام في حركة قدميه مع الأهازيج الشعبية «الشلة» التي يرددها الرجال الواقفين في صفين متقابلين، إذ يحرص «اليويل» على الحركة والدوران بين رجال يمسكون العصي ويحركونها إلى الأعلى والأسفل تارة، وتارة أخرى يثبتونها على الأرض، ويطلق عليهم «الرزيفة».
يقوم اليويل باستخدام سلاح، أو أحيانًا قطعة خشبية على شكل سلاح في الرقص. تكون الرقصة عبارة عن مشي بطيء بالسلاح، ثم تدوير السلاح بسرعة بشكل دائري، ثم يتم إلقاء السلاح في الهواء لمسافة معينة، ويتلقى اليويل السلاح بعد ذلك وهو جاث على ركبة واحدة.
كان الرجال في الماضي يرددون «الشلات» دون استخدام الطبل والإيقاعات، أما اليوم فقد أصبحت الإيقاعات عنصراً رئيسياً في هذ الفن الشعبي، في وقت كانت حناجر الرجال قديماً تدوي في ساحة المشاركة، من خلال ترديد الصف الأول من الرجال أبياتاً شعرية بلحن «الشلة الحربية»، ثم يرد الصف المقابل ببيت آخر، وهكذا يعلو صوت الشلات الحربية في المكان.